# الجيل التاسع من أنظمة ألعاب الفيديو
بدأ الجيل التاسع من وحدات التحكم المنزلية من ألعاب الفيديو في نوفمبر 2020 بإصدارات جديدة لكل من وحدات التحكم لمايكروسوفت وسوني.
ويمثل الجيل التاسع من وحدات التحكم ترقيات كبيرة للأداء بالإضافة لمعالجات حسابية ورسومات أسرع، ودعم رسومات تتبع الأشعة وإخراج بدقة 4K، وفي بعض الحالات دقة 8K، مع سرعات عرض تستهدف 60 إطارًا في الثانية (fps) أو أعلى. داخليًا قدمت كلتا وحدات التحكم أنظمة محرك أقراص صلبة داخلية جديدة (SSD) لاستخدامها كذاكرة عالية الإنتاجية وأنظمة تخزين للألعاب لتقليل أوقات التحميل أو التخلص منها ودعم البث داخل اللعبة مع عدم وجود محرك أقراص ل Xbox Series S و PlayStation 5 Digital Edition مع دعم للتوزيع عبر الإنترنت وتخزين الألعاب على أجهزة USB خارجية.

## مقارنة
| خط الانتاج                               | خط الانتاج                                               | بلاي ستيشن 5 | بلاي ستيشن 5 | إكس بوكس سيريس إكس وسيريس أس | إكس بوكس سيريس إكس وسيريس أس |
| الاسم                                    | الاسم                                                    | PlayStation 5 Digital Edition | PlayStation 5 | Xbox Series S | Xbox Series X |
| ---------------------------------------- | -------------------------------------------------------- | --- | --- | --- | --- |
| الشعار                                   |                                                          | | | | |
| الصورة                                   |                                                          | | | | |
| إصدار رقمي من PS5 مع وحدة تحكم DualSense | وحدة تحكم PS5 قياسية مع وحدة التحكم DualSense الخاصة بها | جهاز Xbox Series S مع جهاز التحكم الخاص به | جهاز Xbox Series X مع جهاز التحكم الخاص به | | |
| الصانع                                   | الصانع                                                   | سوني إنتراكتيف إنترتينمنت | سوني إنتراكتيف إنترتينمنت | مايكروسوفت | مايكروسوفت |
| تاريخ الاصدار                            | تاريخ الاصدار                                            | أستراليا، اليابان، نيوزيلندا، أمريكا الشمالية، سنغافورة، كوريا الجنوبية: 12 نوفمبر 2020 في جميع أنحاء العالم: 19 نوفمبر 2020 | أستراليا، اليابان، نيوزيلندا، أمريكا الشمالية، سنغافورة، كوريا الجنوبية: 12 نوفمبر 2020 في جميع أنحاء العالم: 19 نوفمبر 2020 | في جميع أنحاء العالم: نوفمبر 10, 2020                                                                                                  | في جميع أنحاء العالم: نوفمبر 10, 2020                                                                                                  |
| سعر الاطلاق                              | دولار أمريكي                                             | 399.99 | 499.99 | 299.99 | 499.99 |
| سعر الاطلاق                              | علامة اليورو                                             | 399.99 | 499.99 | 299.99 | 499.99 |
| سعر الاطلاق                              | جنيه إسترليني                                            | 359.99 | 499.99 | 249.99 | 449.99 |
| سعر الاطلاق                              | دولار أسترالي                                            | 599.99 | 749.99 | 499.99 | 749.99 |
| سعر الاطلاق                              | ين ياباني                                                | 39,980 | 49,980 | 32,980 | 49,980 |
| السعر الحالي                             | السعر الحالي                                             | نفس الإصدار | نفس الإصدار | نفس الإصدار | نفس الإصدار |
| المبيعات                                 | شحنها                                                    | 4.5 مليون (منذ ديسمبر 31, 2020) | 4.5 مليون (منذ ديسمبر 31, 2020) | 3.5 مليون (منذ ديسمبر 31, 2020) | 3.5 مليون (منذ ديسمبر 31, 2020) |
| المبيعات                                 | مباع                                                     | حاليا N/A | حاليا N/A | حاليا N/A | حاليا N/A |
| المبيعات                                 | توزيع                                                    | | | | |
| تخزين البيانات                           | توزيع رقمي                                               | بلو راي عالي الدقة ‏، بلو راي، توزيع رقمي | توزيع رقمي | UHD Blu-ray، بلو راي، دي في دي، قرص مضغوط، توزيع رقمي                                                                                  | |
| تخزين البيانات                           | اخرى                                                     | N/A | بلو راي عالي الدقة ‏، بلو راي، دي في دي | N/A | UHD Blu-ray، بلو راي، دي في دي، قرص مضغوط                                                                                              |
| وحدة معالجة مركزية                       |                                                          | | | | |
| النوع                                    | Custom إي إم دي 8-core Zen 2                             | Custom إي إم دي 8-core Zen 2 | Custom إي إم دي 8-core Zen 2 | Custom إي إم دي 8-core Zen 2 | |
| مجموعة التعليمات                         | إكس86-64                                                 | إكس86-64 | إكس86-64 | إكس86-64 | |
| سرعة الساعة                              | up to 3.5 هرتز (variable) with SMT always on             | up to 3.5 هرتز (variable) with SMT always on | 3.4 GHz with SMT, 3.6 GHz without SMT | 3.6 GHz with SMT, 3.8 هرتز without SMT                                                                                                 | |
| وحدة معالجة الرسوميات                    | النوع                                                    | Custom إيه تي أي ريدون RDNA 2 architecture | Custom إيه تي أي ريدون RDNA 2 architecture | Custom إيه تي أي ريدون RDNA 2 architecture                                                                                             | Custom إيه تي أي ريدون RDNA 2 architecture                                                                                             |
| وحدة معالجة الرسوميات                    | سرعة الساعة                                              | up to 2.233 هرتز (variable) | up to 2.233 هرتز (variable) | 1.565 GHz | 1.825 هرتز |
| وحدة معالجة الرسوميات                    | فلوبس                                                    | up to 10.28 TFLOPS | up to 10.28 TFLOPS | 4.006 TFLOPS | 12.14 TFLOPS |
| وحدة معالجة الرسوميات                    | حوسبة للأغراض العامة على وحدات معالجة الرسوميات          | 36 out of 40 CUs (2304 out of 2560 SMs) enabled | 36 out of 40 CUs (2304 out of 2560 SMs) enabled | 20 out of 24 CUs (1280 out of 1536 SMs) enabled                                                                                        | 52 out of 56 CUs (3328 out of 3584 SMs) enabled                                                                                        |
| ذاكرة الوصول العشوائي                    | الرئيسية                                                 | 16 GB GDDR6 SDRAM؛ 256-bit (unified) | 16 GB GDDR6 SDRAM؛ 256-bit (unified) | 10 GB GDDR6 SDRAM؛ 128-bit (semi-unified)                                                                                              | 16 GB GDDR6 SDRAM؛ 320-bit (semi-unified)                                                                                              |
| ذاكرة الوصول العشوائي                    | عرض النطاق                                               | 448 GB/s | 448 GB/s | 8 GB (128-bit) (GPU) @ 224 GB/s & 2 GB (32-bit) (system) @ 56 GB/s                                                                     | 10 GB (320-bit) (GPU) @ 560 GB/s & 6 GB (3.5 GB & 2.5 GB) (192-bit) (system & OS) @ 336 GB/s                                           |
| ذاكرة الوصول العشوائي                    | سرعة الساعة                                              | 1.750 GHz (14.000 GHz effective) | 1.750 GHz (14.000 GHz effective) | 1.750 GHz (14.000 GHz effective) | 1.750 GHz (14.000 GHz effective) |
| ذاكرة الوصول العشوائي                    | Reserved                                                 | 161 GB | 161 GB | 200 GB | 200 GB |
| تخزين                                    | داخلي                                                    | 825 GB منفذ الملحقات الإضافية السريع Gen 4 customed أن في أم إكسبرس وسيط تخزين ذو حالة ثابتة | 825 GB منفذ الملحقات الإضافية السريع Gen 4 customed أن في أم إكسبرس وسيط تخزين ذو حالة ثابتة | 512 GB منفذ الملحقات الإضافية السريع Gen 4 customed أن في أم إكسبرس وسيط تخزين ذو حالة ثابتة                                           | 1 TB منفذ الملحقات الإضافية السريع Gen 4 customed أن في أم إكسبرس وسيط تخزين ذو حالة ثابتة                                             |
| تخزين                                    | خارجي                                                    | M.2 أن في أم إكسبرس SSD support (not yet enabled until future firmware update to enable it), USB 3.2 HDD Support (except for PS5 optimised games) | M.2 أن في أم إكسبرس SSD support (not yet enabled until future firmware update to enable it), USB 3.2 HDD Support (except for PS5 optimised games) | Storage Expansion Card (up to 2 TB), USB 3.1 HDD Support (except for X/S optimised games)                                              | Storage Expansion Card (up to 2 TB), USB 3.1 HDD Support (except for X/S optimised games)                                              |
| تخزين                                    | عرض النطاق                                               | 5.5 GB/s (RAW or uncompressed), 8-9 GB/s, up to 22 GB/s (compressed) | 5.5 GB/s (RAW or uncompressed), 8-9 GB/s, up to 22 GB/s (compressed) | 2.4 GB/s (RAW or uncompressed), 4.8 GB/s (compressed)                                                                                  | 2.4 GB/s (RAW or uncompressed), 4.8 GB/s (compressed)                                                                                  |
| تخزين                                    | تثبيت اللعبة                                             | يتم تنزيل التحديثات وتثبيتها تلقائيًا في وضع الراحة | يتم تنزيل التحديثات وتثبيتها تلقائيًا في وضع الراحة | يتم تنزيل التحديثات وتثبيتها تلقائيًا في وضع التشغيل الفوري                                                                             | يتم تنزيل التحديثات وتثبيتها تلقائيًا في وضع التشغيل الفوري                                                                             |
| شبكة حاسوب                               | وايرلس                                                   | آي تربل إي 802.11 a/b/g/n/آي تربل إي 802.11 أي سي/ax dual-band واي-فاي @ 2.4 GHz and 5.0 GHz | آي تربل إي 802.11 a/b/g/n/آي تربل إي 802.11 أي سي/ax dual-band واي-فاي @ 2.4 GHz and 5.0 GHz | آي تربل إي 802.11 a/b/g/n/آي تربل إي 802.11 أي سي dual-band واي-فاي @ 2.4 GHz and 5.0 GHz                                              | آي تربل إي 802.11 a/b/g/n/آي تربل إي 802.11 أي سي dual-band واي-فاي @ 2.4 GHz and 5.0 GHz                                              |
| شبكة حاسوب                               | سلكي                                                     | Gigabit Ethernet | Gigabit Ethernet | Gigabit Ethernet | Gigabit Ethernet |
| أبعاد                                    | أبعاد                                                    | 390 مـم × 260 مـم × 92 مـم 15.4 بوصة × 10.2 بوصة × 3.6 بوصة | 390 مـم × 260 مـم × 104 مـم 15.4 بوصة × 10.2 بوصة × 4.1 بوصة | 151 مـم × 65 مـم × 275 مـم 5.9 بوصة × 2.6 بوصة × 10.8 بوصة                                                                             | 151 مـم × 151 مـم × 301 مـم 5.9 بوصة × 5.9 بوصة × 11.9 بوصة                                                                            |
| الوزن                                    | الوزن                                                    | 3.9 كـغ (8.6 رطل) | 4.5 كـغ (9.9 رطل) | 1.92 كـغ (4.2 رطل) | 4.44 كـغ (9.8 رطل) |
| الطاقة                                   | الطاقة                                                   | 340-watt | 350-watt | | |
| متضمن في الصندوق:                        | متضمن في الصندوق:                                        | - دوال شوك - USB Type-C to Type A charging cable for the DualSense wireless controller - HDMI cable (compatible with Ultra High Speed defined by HDMI v2.1) - AC power cord - Console base | - دوال شوك - USB Type-C to Type A charging cable for the DualSense wireless controller - HDMI cable (compatible with Ultra High Speed defined by HDMI v2.1) - AC power cord - Console base | - جهاز تحكم إكس بوكس اللاسلكي - HDMI cable (compatible with Ultra High Speed defined by HDMI v2.1) - AC power cord                     | - جهاز تحكم إكس بوكس اللاسلكي - HDMI cable (compatible with Ultra High Speed defined by HDMI v2.1) - AC power cord                     |
| فيديو                                    | الإخراج                                                  | واجهة متعددة الوسائط عالية الوضوح: 720p، 1080i، 1080p، 4K، 8K | واجهة متعددة الوسائط عالية الوضوح: 720p، 1080i، 1080p، 4K، 8K | واجهة متعددة الوسائط عالية الوضوح: 720p، 1080p، 1440p، 4K                                                                              | واجهة متعددة الوسائط عالية الوضوح: 720p، 1080p، 1440p، 4K، 8K                                                                          |
| صوت رقمي                                 | صوت رقمي                                                 | - Custom Tempest 3D Engine, supports: دولبي أتموس & DTS:X (Blu-ray and Ultra HD Blu-ray disc video when connected to a supported device) ,Dolby Digital (max 5.1ch) , Dolby Digital Plus (max 7.1ch), Dolby TrueHD (max 7.1ch), DTS (max 5.1ch), DTS-HD High Resolution Audio (max 7.1ch), DTS-HD Master Audio (max 7.1ch), AAC (max 5.1ch), Linear PCM (max 7.1ch), up to 7.1 surround sound overall | - Custom Tempest 3D Engine, supports: دولبي أتموس & DTS:X (Blu-ray and Ultra HD Blu-ray disc video when connected to a supported device) ,Dolby Digital (max 5.1ch) , Dolby Digital Plus (max 7.1ch), Dolby TrueHD (max 7.1ch), DTS (max 5.1ch), DTS-HD High Resolution Audio (max 7.1ch), DTS-HD Master Audio (max 7.1ch), AAC (max 5.1ch), Linear PCM (max 7.1ch), up to 7.1 surround sound overall | - Custom Project Acoustics 3D Audio - دولبي أتموس - DTS:X - 7.1 surround sound                                                         | - Custom Project Acoustics 3D Audio - دولبي أتموس - DTS:X - 7.1 surround sound                                                         |
| القدرات المحيطية                         |                                                          | | | | |
| يد التحكم                                | يد التحكم                                                | دوال شوك | دوال شوك | جهاز تحكم إكس بوكس اللاسلكي | جهاز تحكم إكس بوكس اللاسلكي |
| القدرة على اللمس                         | القدرة على اللمس                                         | DualSense controller includes a "touchpad" | DualSense controller includes a "touchpad" | | |
| كاميرا                                   | كاميرا                                                   | PS5 HD Camera | PS5 HD Camera | | |
| خدمات الاون لاين                         |                                                          | بلاي ستيشن نيتورك، بلاي ستيشن ناو | بلاي ستيشن نيتورك، بلاي ستيشن ناو | إكس بوكس لايف، إكس بوكس جيم باس | إكس بوكس لايف، إكس بوكس جيم باس |
| خدمات الاون لاين                         |                                                          | يقوم بتنزيل الألعاب والتحديثات التلقائية في الخلفية | يقوم بتنزيل الألعاب والتحديثات التلقائية في الخلفية | يقوم بتنزيل الألعاب والتحديثات التلقائية في الخلفية                                                                                    | يقوم بتنزيل الألعاب والتحديثات التلقائية في الخلفية                                                                                    |
| خدمات الاون لاين                         |                                                          | Paid بلاي ستيشن نيتورك subscription required for online multiplayer, except for free-to-play titles | Paid بلاي ستيشن نيتورك subscription required for online multiplayer, except for free-to-play titles | Paid إكس بوكس لايف subscription required for online multiplayer, except for free-to-play titles                                        | Paid إكس بوكس لايف subscription required for online multiplayer, except for free-to-play titles                                        |
| مسجل فيديو رقمي                          | صور                                                      | لقطات مع دعم Twitter | لقطات مع دعم Twitter | | |
| مسجل فيديو رقمي                          | فيديو                                                    | ما يصل إلى ساعة من اللعب مع دعم كل من Dailymotion و Facebook و Twitter و YouTube | ما يصل إلى ساعة من اللعب مع دعم كل من Dailymotion و Facebook و Twitter و YouTube | | |
| مسجل فيديو رقمي                          | البث المباشر                                             | بث مباشر مع ديليموشن، تويتش، يوستريم ويوتيوب | بث مباشر مع ديليموشن، تويتش، يوستريم ويوتيوب | | |
| مسجل فيديو رقمي                          | البث المباشر                                             | مجاني | | | |
| قوائم الالعاب                            | قوائم الالعاب                                            | قائمة ألعاب بلاي ستيشن 5 | قائمة ألعاب بلاي ستيشن 5 | قائمة ألعاب إكس بوكس سيريس إكس وسيريس أس                                                                                               | قائمة ألعاب إكس بوكس سيريس إكس وسيريس أس                                                                                               |
| توافقية رجعية                            | توافقية رجعية                                            | تقريبا جميع الألعاب بلاي ستيشن 4 و بلاي ستيشن VR | تقريبا جميع الألعاب بلاي ستيشن 4 و بلاي ستيشن VR | All إكس بوكس ون games (excluding كنيكت-required games) and إكس بوكس 360 and original إكس بوكس (جهاز) games playable on Xbox One (list) | All إكس بوكس ون games (excluding كنيكت-required games) and إكس بوكس 360 and original إكس بوكس (جهاز) games playable on Xbox One (list) |
| برمجيات النظام                           |                                                          | بلاي ستيشن 5 | بلاي ستيشن 5 | إكس بوكس سيريس إكس وسيريس أس | إكس بوكس سيريس إكس وسيريس أس |
| برمجيات النظام                           | التحديثات                                                | يتم تنزيل التحديثات وتثبيتها تلقائيًا في وضع الراحة | يتم تنزيل التحديثات وتثبيتها تلقائيًا في وضع الراحة | يتم تنزيل التحديثات وتثبيتها تلقائيًا في وضع التشغيل الفوري                                                                             | يتم تنزيل التحديثات وتثبيتها تلقائيًا في وضع التشغيل الفوري                                                                             |
| المصادر                                  | المصادر                                                  | "Inside PlayStation 5: the specs and the tech that deliver Sony's next-gen vision" | "Inside PlayStation 5: the specs and the tech that deliver Sony's next-gen vision" | "Inside Xbox Series X: the full specs"                                                                                                 | "Inside Xbox Series X: the full specs"                                                                                                 |